# مایکل پری
مایکل پری (انگلیسی: Mike Perry؛ زادهٔ ۱۵ سپتامبر ۱۹۹۱) ورزشکار هنرهای رزمی ترکیبی اهل ایالات متحده آمریکا است. وی از سال ۲۰۱۴ میلادی تاکنون مشغول فعالیت بوده‌است.